# Johann Michael Albaneder
Johann Michael Albaneder, conocido desde 1794 como Albani, fue un escultor, modelador y ceramista austriaco, nacido el 30 de septiembre de 1762 en Schwaz (Tirol) y fallecido en abril de 1824, a los 61 años. En torno a 1810 comenzó a pintar a la cera.